# 網走新聞
網走新聞（あばしりしんぶん）は、かつて株式会社網走新聞社が北海道網走市を中心とした地域で発行していた日刊の地方新聞である。

## 概要
1947年2月11日、佐藤久が「日刊あばしり新聞」として創刊し、同年7月27日に「網走新聞」に改題。朝刊紙でB3判4ページ、最終期の公称部数は7,000部だった。
1988年、かねて教員志望であったが帰郷し同紙記者を務めていた佐藤久の長男、佐藤紘一が跡を継ぎ社長に就任した。社長が同紙主筆も兼ね、自らも取材活動にもあたっていた。
経営は比較的安定していたが、2004年7月26日未明に発生した自宅火災で社長夫妻が死去。2ページ建てで7月28日付まで2日間発行を継続したものの、29日付から休刊し、編集と経営を担う後継者が得られないとして親族が事業継続を断念。7月31日に11人の従業員全員を解雇して廃刊し、解散した。
その後、地元経済界の後押しで、網走新聞の記者らが移って2004年11月1日に『網走タイムズ』が創刊された。